# Bossaball
Bossaball er en sport udviklet i Belgien. Sporten minder meget om volleyball, men indeholder ligeledes elementer fra fodbold, gymnastik og dansen capoeira.
Banen for spillet er forsynet med trampoliner i hver side.

## Klubber
Bossaball-klubber findes blandt andet i: 
- Brasilien
- Holland
- Portugal
- Saudi Arabien
- Spanien
- Tyskland

## Eksterne links
- Wikimedia Commons har flere filer relateret til Bossaball